# Spilopimpla facialis
Spilopimpla facialis är en stekelart som först beskrevs av André Seyrig 1935.  Spilopimpla facialis ingår i släktet Spilopimpla och familjen brokparasitsteklar. Inga underarter finns listade i Catalogue of Life.